# Rhapsody in Blue
Rhapsody in Blue är ett musikstycke för solopiano och jazzorkester av George Gershwin. Stycket orkestrerades av Ferde Grofé och uruppfördes den 12 februari 1924. Rhapsody in Blue kombinerar element av jazz, främst användandet av så kallade blå toner, med romantisk orkestermusik. Stycket har stärkt bilden av Gershwin som tonsättare snarare än låtskrivare, och bidragit till ett ökat bruk av genreblandning.